# Каэтани, Луиджи
Луиджи Каэтани (итал. Luigi Caetani; 7 июля 1595, Пьедимонте, княжество Пьедимонте — 15 апреля 1642, Рим, Папская область) — итальянский куриальный кардинал. Титулярный латинский патриарх Антиохийский с 14 марта 1622 по 19 января 1626. Архиепископ Капуи с 17 марта 1624 по 1 марта 1627. Камерленго Священной Коллегии кардиналов с 12 января 1637 по 15 января 1638. Префект Священной Конгрегации Индекса с 1 июня 1641 по 15 апреля 1642. Кардинал-священник с 19 января 1626, с титулом церкви Санта-Пуденциана с 9 февраля 1626 по 15 апреля 1642.